# Pseudophialosphera severini
Pseudophialosphera severini är en insektsart som först beskrevs av Willy Adolf Theodor Ramme 1929.  Pseudophialosphera severini ingår i släktet Pseudophialosphera och familjen gräshoppor. Inga underarter finns listade i Catalogue of Life.